# Kriegerdenkmal Tangeln

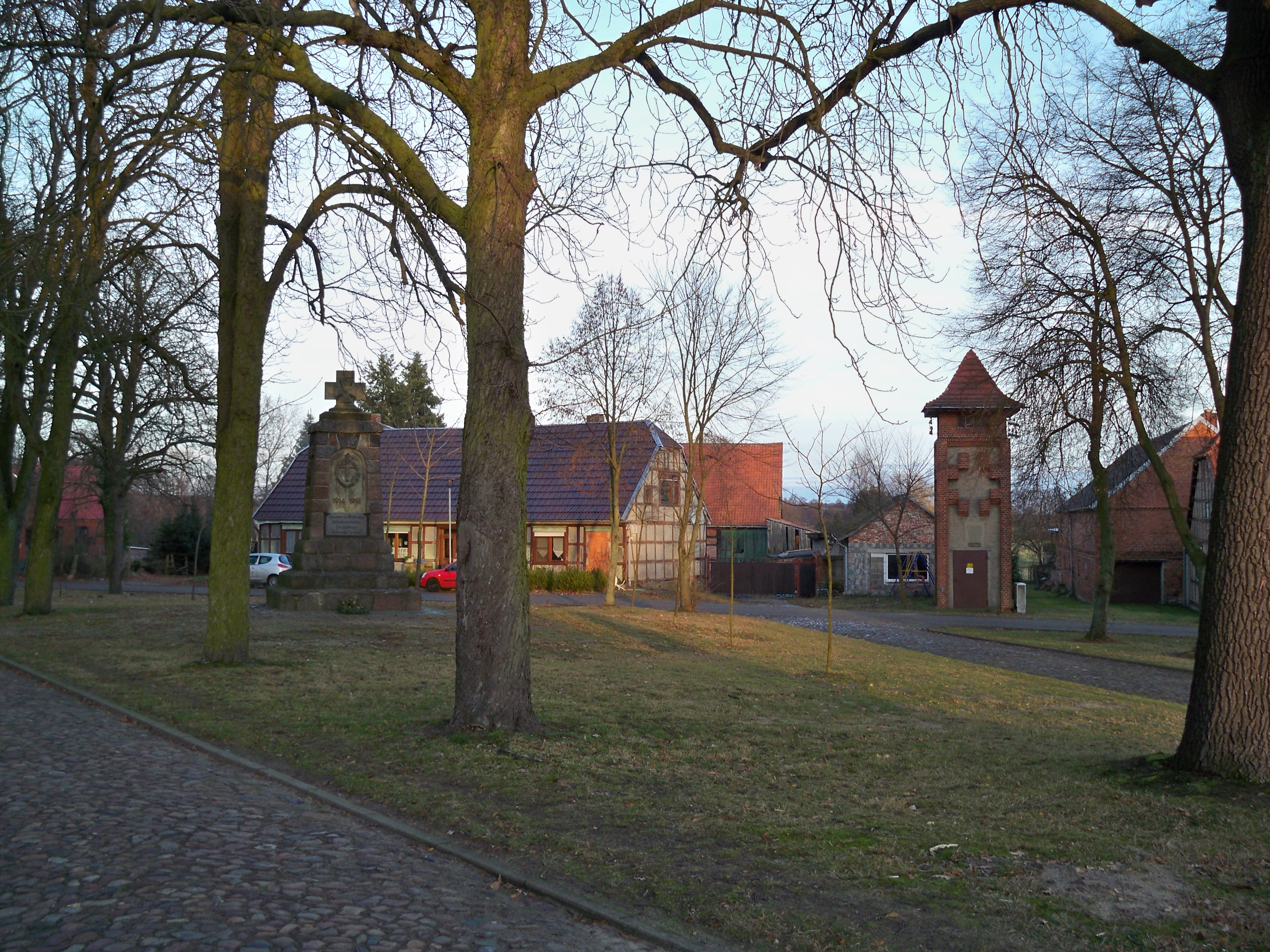
Links das Kriegerdenkmal auf einer Freifläche im Ort Tangeln

Das Kriegerdenkmal Tangeln ist ein denkmalgeschütztes Kriegerdenkmal im Ortsteil Tangeln der Gemeinde Beetzendorf in Sachsen-Anhalt. Im örtlichen Denkmalverzeichnis ist das Kriegerdenkmal unter der Erfassungsnummer 094 30554 als Baudenkmal verzeichnet.

## Allgemeines
Das Kriegerdenkmal Tangeln befindet sich auf einer Freifläche an der Straße Im Altdorf in Tangeln. Es handelt sich dabei um eine Gedenkstätte für die gefallenen Soldaten des Ersten Weltkriegs und des Zweiten Weltkriegs der Gemeinde Tangeln. Es besteht aus gemauerten Natursteinen in Form einer Stele auf einem mehrstufigen Sockel. Gekrönt wird die Stele von einem Eisernen Kreuz und in den Seiten sind Gedenktafeln eingelassen. Die Gedenktafel an der Vorderfront ist mit einem nach unten gerichteten Schwert und einem Kranz verziert und enthält eine allgemeine Inschrift. Zu Zeiten der DDR wurde die zentrale Inschrift anscheinend entfernt. An der Stelle der ursprünglichen Inschrift befindet sich heute eine Steintafel mit anderem Schriftbild. Nach dem Zweiten Weltkrieg wurde die Gedenktafel dieses Krieges dem Denkmal hinzugefügt. Diese Gedenktafel weist keine eigene Inschrift auf, sondern nur eine Nennung der Gefallenen.
Im Kreisarchiv des Altmarkkreises Salzwedel ist die Ehrenliste der Gefallenen des Ersten Weltkriegs erhalten geblieben.

## Inschrift
Zentrale Gedenktafel
weitere Gedenktafeln